# Aliaxandr Vauchetski
Aliaxandr Vauchetski –en bielorruso, Аляксандр Ваўжэцкі; transliteración rusa, Alexandr Volchetski– (13 de julio de 1985) es un deportista bielorruso que compite en piragüismo en la modalidad de aguas tranquilas.
Ganó 12 medallas en el Campeonato Mundial de Piragüismo entre los años 2005 y 2014, y 18 medallas en el Campeonato Europeo de Piragüismo entre los años 2006 y 2016.

## Palmarés internacional
| Campeonato Mundial | Campeonato Mundial          | Campeonato Mundial | Campeonato Mundial |
| Año                | Lugar                       | Medalla            | Competición        |
| ------------------ | --------------------------- | ------------------ | ------------------ |
| 2005               | Zagreb (Croacia)            | Medalla de plata   | C4 500 m           |
| 2006               | Szeged (Hungría)            | Medalla de oro     | C4 500 m           |
| 2006               | Szeged (Hungría)            | Medalla de plata   | C4 200 m           |
| 2007               | Duisburgo (Alemania)        | Medalla de bronce  | C4 200 m           |
| 2009               | Dartmouth (Canadá)          | Medalla de oro     | C4 200 m           |
| 2009               | Dartmouth (Canadá)          | Medalla de oro     | C4 1000 m          |
| 2010               | Poznań (Polonia)            | Medalla de oro     | C4 1000 m          |
| 2011               | Szeged (Hungría)            | Medalla de oro     | C4 1000 m          |
| 2011               | Szeged (Hungría)            | Medalla de bronce  | C2 200 m           |
| 2013               | Duisburgo (Alemania)        | Medalla de plata   | C4 1000 m          |
| 2013               | Duisburgo (Alemania)        | Medalla de bronce  | C2 200 m           |
| 2014               | Moscú (Rusia)               | Medalla de plata   | C4 1000 m          |
| Campeonato Europeo |                             |                    |                    |
| Año                | Lugar                       | Medalla            | Competición        |
| 2006               | Račice (República Checa)    | Medalla de oro     | C4 200 m           |
| 2006               | Račice (República Checa)    | Medalla de plata   | C4 1000 m          |
| 2007               | Pontevedra (España)         | Medalla de oro     | C4 1000 m          |
| 2007               | Pontevedra (España)         | Medalla de plata   | C4 200 m           |
| 2008               | Milán (Italia)              | Medalla de oro     | C4 1000 m          |
| 2009               | Brandeburgo (Alemania)      | Medalla de bronce  | C4 200 m           |
| 2010               | Corvera (España)            | Medalla de plata   | C4 1000 m          |
| 2010               | Corvera (España)            | Medalla de bronce  | C2 200 m           |
| 2010               | Corvera (España)            | Medalla de bronce  | C2 500 m           |
| 2011               | Belgrado (Serbia)           | Medalla de plata   | C2 200 m           |
| 2011               | Belgrado (Serbia)           | Medalla de plata   | C4 1000 m          |
| 2012               | Zagreb (Croacia)            | Medalla de oro     | C4 1000 m          |
| 2012               | Zagreb (Croacia)            | Medalla de plata   | C2 200 m           |
| 2013               | Montemor-o-Velho (Portugal) | Medalla de oro     | C4 1000 m          |
| 2013               | Montemor-o-Velho (Portugal) | Medalla de plata   | C2 200 m           |
| 2014               | Brandeburgo (Alemania)      | Medalla de oro     | C4 1000 m          |
| 2015               | Račice (República Checa)    | Medalla de plata   | C2 200 m           |
| 2016               | Moscú (Rusia)               | Medalla de oro     | C2 200 m           |